# 22e corps d'armée (Empire russe)
Pour les articles homonymes, voir 22e corps d'armée.
Le 22e corps d'armée (en russe 22-й армейский корпус, abrégé en 22 АК) de l'Armée impériale russe est formé en 1905 en Finlande russe. Cette grande unité combat pendant la Première Guerre mondiale sur le front de l'Est, jusqu'à sa dissolution en 1918.

## Historique
Le 22e corps d'armée russe est formée une première fois en 1905, sur le territoire du grand-duché de Finlande (qui fait alors partie de l'Empire russe depuis 1809). Son état-major est installé à Helsingfors (l'actuelle ville d'Helsinki), avec comme cavalerie le régiment de dragons finlandais et un régiment de cosaques d'Orenbourg, tandis que son infanterie est composée de trois brigades finlandaises, casernées la première à Helsingfors, les deux autres à Vyborg. Le corps dépend du district militaire de Léningrad.
Lors de la mobilisation russe de 1914, le 22e corps entre dans la composition de la 6e armée russe, à qui est confiée la défense de la Finlande, de Saint-Pétersbourg et des pays baltes dans l'hypothèse d'un débarquement allemand. Le corps est ensuite envoyé en renfort des armées engagées sur le front de l'Est, en commençant dès la fin août 1914 dans la nouvelle 9e armée, puis la 10e, 8e, 11e et enfin la 7e armée russe. Le corps est finalement dissous en 1918, comme toute l'Armée russe.